# Línea 506 (Almirante Brown)
La línea 506 es una línea de colectivos del Partido de Almirante Brown. Une la estación Glew con Adrogué, Claypole y el Barrio San José. Al igual que todas las líneas del Gran Buenos Aires, el pasaje se abona mediante la tarjeta SUBE.
Hasta el 2017, el servicio era prestado por la Empresa San Vicente S.A.T Tras ganar una licitación en mayo de 2017, la Empresa Transportes del Sur S.R.L. es la prestadora del servicio.
Anteriormente, fue operada por las empresas: Expreso Esteban Adrogué (EEA), 7 de Agosto (Micro Ómnibus Sur, C.O.VE.MA.S.A. y Cía. La Paz) y por la Empresa San Vicente, tanto en su etapa independiente como dentro del Grupo DOTA.

## Recorridos
La línea cuenta con distintos recorridos. El más nuevo de ellos corre entre la Estación Burzaco de la Línea Roca y el Barrio Gendarmería en Glew, y fue inaugurado en 2019.
- Ramal 1: Barrio Gendarmería – San José (por Bynnon)
- Ramal 2: Barrio Gendarmería – San José (por Hospital Oñativia)
- Ramal 3: Claypole – Estación Adrogué
- Ramal 4: Barrio Gendarmería – Estación Glew (LOCAL)
- Ramal 5: Estación Glew – Tapín (Barrio Almafuerte).
- Ramal 6: Estación Glew por Barrio Gendarmería - Estación Burzaco (por Avenida Espora)
- Ramal 7: Estación Glew por Barrio Gendarmería - Estación Adrogué (por Avenida República)

### Fraccionamientos
- Ramal 1 – Estación Adrogué.
- Ramal 1 - San José a Estación Glew.
- Ramal 1 - Estación Burzaco.